# Ziviltechnikergesellschaft
Eine Ziviltechnikergesellschaft übt den Beruf eines Ziviltechnikers aus. Die Gesellschaft kann in Österreich in Form einer Offenen Gesellschaft, Kommanditgesellschaft, Gesellschaft mit beschränkter Haftung oder Aktiengesellschaft firmieren. Die Gesellschafter müssen mit Mehrheit Ziviltechniker in befugten Fachgebieten sein und der Unternehmenszweck ausschließlich der dauerhaften Ausübung des Ziviltechnikerberufs dienen.

## Rechtsgrundlage
Die Rechtsgrundlage für ZT-Gesellschaften ist das Bundesgesetz über Ziviltechniker (Ziviltechnikergesetz 1993) (ZTG). Das Unternehmensgesetzbuch (UGB) und dessen weitergehenden Vorschriften für die gewählte Rechtsform findet Anwendung. Die Gewerbeordnung hat keine Gültigkeit, insbesondere darf eine solche Gesellschaft keine ausführenden Tätigkeiten durchführen. Die Bildung einer Gesellschaft bürgerlichen Rechts von Ziviltechnikern und Gewerbetreibenden ist nur zulässig, wenn diese zu ausführenden Tätigkeiten nicht berechtigt sind. Eine solche Gesellschaft unterliegt nicht den Bestimmungen des ZTG.
Ziviltechnikergesellschaften benötigen eine Zulassung durch das BMWFJ, der Antrag auf die Befugnis erfolgt bei der örtlich zuständigen Architekten- und Ingenieurkonsulentenkammer. Die ZT-Gesellschaft selbst übt den Beruf des Ziviltechnikers aus. Die anzuwendenden Bestimmungen sind in §29 ZTG festgelegt.

## Gesellschafter, Geschäftsführung und Vertretung
Gemäß § 26 ZTG dürfen Gesellschafter nur natürliche Personen und andere berufsbefugte Ziviltechnikergesellschaften sein. Gewerbetreibende, deren Tätigkeit der Befugnis eines Ziviltechnikers fachlich entspricht, sowie geschäftsführende und vertretungsbefugte Gesellschafter oder leitende Angestellte solcher Gewerbetreibenden dürfen nicht Gesellschafter dieser Ziviltechnikergesellschaft sein.
Durch die besondere Stellung der Ziviltechniker wie der ZT-Gesellschaften unterliegt die Wahl von Gesellschaftern wie auch leitenden Angestellten und ähnlichem Einschränkungen, so sind zum Beispiel bei ZT-Aktiengesellschaften nur Namensaktien zulässig und Gewerbetreibende mit ähnlichen Qualifikationen wie die Befugnis der ZT-Gesellschaft dürfen in dieser keine Gesellschafter sein.

## Verleihungs-, Firmierungs- und Standesvorschriften
Die Firmierung des Unternehmens muss den Zusatz Ziviltechnikergesellschaft unter Berücksichtigung der allgemeinen Bestimmungen enthalten, die Abkürzung ZT-Gesellschaft ist statthaft. Die Ziviltechnikerkammern, denen die Ziviltechnikergesellschaften angehören müssen (Korporationszwang), haben Kraft des Ziviltechnikerkammergesetz (ZTKG) die Aufsicht und Disziplinarhoheit über die Ziviltechnikergesellschaften.

## Konkurrierende gewerbliche Berufe
Zu Gewerben mit ähnlichen Qualifikationen gehören Ingenieurbüros und Baumeister, beides reglementierte Gewerbe, die nach der Gewerbeordnung eine Zuverlässigkeitsprüfung zur Berechtigung erfordern.
Ingenieurbüros dürfen wie ZT-Gesellschaft nur beratende Tätigkeiten durchführen, Berechnungen statisch tragender Teile dürfen nur durch Ziviltechniker durchgeführt werden. Ingenieurbüros haben vergleichbare strenge Standesregeln wie Ziviltechniker.
Entfernter konkurrierend sind die auch ausführenden Baumeister, die Berechtigung dieses Gewerbes umfasst dabei die Planung, Leitung und Ausführung im Hoch- und Tiefbau. Bei besonderer Ausbildungsqualifikation dürfen Baumeister mit ministerieller Erlaubnis die Bezeichnung Gewerblicher Architekt führen.

## Beurkundungsbefugnisse
ZT-Gesellschaft gelten als mit öffentlichem Glauben nach der ZPO versehen, die innerhalb der Befugnis erstellten öffentlichen Urkunden haben dieselbe Beweiskraft wie von Behörden erstellte Urkunden. Die Beschränkung der Beurkundungsbefugnis orientiert sich am Muster der Befangenheitsregelungen des § 7 AVG, die die Glaubwürdigkeit der beurkundeten Ausführungen nicht in Frage stellen und eine Unbefangenheit des Beurkundenden garantieren soll.